# Clădirea fostului hotel de pe str. Komunisticeskaia, 34 (Tiraspol)
Clădirea fostului hotel de pe str. Komunisticeskaia, 34 este o clădire amplasată pe str. Komunisticeskaia, 34 în Tiraspol, Republica Moldova. Este un monument istoric și arhitectural de importanță națională inclus în Registrul monumentelor Republicii Moldova ocrotite de stat cu nr. 32 (municipiul Tiraspol). Datează de la sf. sec. XIX.